# دانیلو
دانیلو (Danilo) (الفبای سیریلیک:Данило) نامی مردانه است که در زبان عبری به معنی «خدا دادرس من است» می‌باشد. این نام در زبانهای ایتالیایی، پرتغالی، اسپانیایی، صربستانی و تا حدی زبانهای روسی و اکراینی رایج است. 
افراد سرشناس با این نام به قرار زیرند:
- دانیلو اسوال
- دانیلو آپارسیدو دا سیلوا
- دنیلو باربوسا
- دانیلو سیرینو دی اولیویرا
- دانیلو دوناتی
- دانیلو گابریل دی آندراده
- دانیلو لارانگیرا
- دنیلو پریرا
- دانیلو لوئیز دا سلیوا
- دانیلو مدینا
- دانیلو استویکوویچ
- دانیلو (بازیکن فوتبال، زاده ۱۹۹۱)
- دانیلینیو (بازیکن فوتبال)